# Los leñadores
Los leñadores es un cuadro de Francisco de Goya elaborado para la Real Fábrica de Santa Bárbara. Como parte de la serie de cartones para tapices, la cuarta del aragonés, fue destinada al dormitorio de los Príncipes de Asturias en el Palacio del Pardo. Desde 1870 aparece registrada en el catálogo del Museo del Prado.

## Análisis
Su sino era el de fungir como sobreventana, de allí su alargada extensión. Unos leñadores, con hachas en mano, deshacen un árbol que ha caído.
Se trata de un cuadro compuesto en espiral a través de las tres figuras, cuyas figuras animan una realista cotidiana escena de género.
Posiblemente Goya estuvo influenciado por Zacarías González Velázquez al pintar este lienzo. Es una escena oscura, cuya única fuente de luz la constituye el traje naranja del protagonista. Goya se aleja del modelo velazqueño en la situación atmosférica. La pincela es suelta, como en toda la serie. La perspectiva sigue siendo baja, pues se convertirá pronto en sobreventana.